# Wrekin White
Le Wrekin White est un fromage anglais à base de lait de vache. Il a été produit pour la première fois en 1990 à Newport par Martin Moyden, et son nom provient de la colline The Wrekin dans le Shropshire.

## Description
Le lait provient de vaches Friesian. La maturation du fromage dure six mois. La croûte est brossée avec de l'huile de colza pour l'empêcher de sécher.

## Récompenses
Le Wrekin White a gagné les prix suivant :
- Médaille d'argent aux British Cheese awards de 2005
- Médaille d'or aux British Cheese awards de 2006
- Médaille d'argent aux World Cheese Awards de 2007